# Miguel Valdés
Miguel Andrés Valdés González (ur. 29 czerwca 1940) – kubański strzelec, olimpijczyk, multimedalista imprez rangi kontynentalnej.

## Przebieg kariery
Trzykrotny uczestnik igrzysk olimpijskich (IO 1972, IO 1976, IO 1980). Podczas pierwszego olimpijskiego występu zajął 13. miejsce w karabinie dowolnym w trzech postawach z 300 m i 19. pozycję w karabinie małokalibrowym w trzech postawach z 50 m. W Montrealu osiągnął 23. miejsce w ostatniej z wymienionych konkurencji, a także 12. pozycję w karabinie małokalibrowym leżąc z 50 m. Na swoich ostatnich igrzyskach w 1980 roku wystąpił w tych samych zmaganiach, w których brał udział cztery lata wcześniej. Na 16. lokacie ukończył strzelanie w trzech postawach, a na 38. pozycji strzelanie w postawie leżącej.
Zdobył czternaście medali na igrzyskach panamerykańskich, w tym sześć srebrnych i osiem brązowych (dziesięć wywalczył w konkurencjach drużynowych i cztery w zawodach indywidualnych). Na igrzyskach Ameryki Środkowej i Karaibów osiągnął jedenaście medali, w tym siedem złotych i cztery srebrne (siedem drużynowo i cztery indywidualnie). 
Czterokrotnie stał na podium w indywidualnych konkurencjach podczas mistrzostw Ameryki, zdobywając jeden złoty, dwa srebrne i jeden brązowy medal. Jedyne złoto osiągnął w 1977 roku w karabinie małokalibrowym w trzech postawach z 50 m.

## Wyniki olimpijskie
| Igrzyska       | Konkurencja                               | Wynik                            | Miejsce | Źródło |
| -------------- | ----------------------------------------- | -------------------------------- | ------- | ------ |
| Monachium 1972 | Karabin małokalibrowy, trzy postawy, 50 m | 1139 punktów (393–387–359)       | 19      | [ 2 ]  |
| Monachium 1972 | Karabin dowolny, trzy postawy, 300 m      | 1139 punktów (394–376–369)       | 13      | [ 3 ]  |
| Montreal 1976  | Karabin małokalibrowy, trzy postawy, 50 m | 1138 punktów (392–382–364)       | 23      | [ 4 ]  |
| Montreal 1976  | Karabin małokalibrowy leżąc, 50 m         | 591 punktów (99–100–99–99–98–96) | 12      | [ 5 ]  |
| Moskwa 1980    | Karabin małokalibrowy, trzy postawy, 50 m | 1148 punktów (398–383–367)       | 16      | [ 6 ]  |
| Moskwa 1980    | Karabin małokalibrowy leżąc, 50 m         | 590 punktów (97–98–98–98–99–100) | 38      | [ 7 ]  |